# لابولي
لابولي (بالإسبانية: Laboulaye)‏ هي منطقة سكنية تقع في الأرجنتين. يقدر عدد سكانها بـ 20,500 نسمة

## المناخ
يظهر الجدول التالي التغييرات المناخية على مدار السنة لابولي:
| البيانات المناخية لـابولاي | البيانات المناخية لـابولاي | البيانات المناخية لـابولاي | البيانات المناخية لـابولاي | البيانات المناخية لـابولاي | البيانات المناخية لـابولاي | البيانات المناخية لـابولاي | البيانات المناخية لـابولاي | البيانات المناخية لـابولاي | البيانات المناخية لـابولاي | البيانات المناخية لـابولاي | البيانات المناخية لـابولاي | البيانات المناخية لـابولاي | البيانات المناخية لـابولاي |
| الشهر | يناير                      | فبراير                     | مارس                       | أبريل                      | مايو                       | يونيو                      | يوليو                      | أغسطس                      | سبتمبر                     | أكتوبر                     | نوفمبر                     | ديسمبر                     | المعدل السنوي              |
| --- | -------------------------- | -------------------------- | -------------------------- | -------------------------- | -------------------------- | -------------------------- | -------------------------- | -------------------------- | -------------------------- | -------------------------- | -------------------------- | -------------------------- | -------------------------- |
| الدرجة القصوى °م (°ف) | 46.3 (115.3)               | 42.9 (109.2)               | 40.0 (104.0)               | 35.7 (96.3)                | 32.7 (90.9)                | 29.7 (85.5)                | 33.0 (91.4)                | 36.1 (97.0)                | 35.4 (95.7)                | 41.7 (107.1)               | 40.4 (104.7)               | 45.1 (113.2)               | 46.3 (115.3)               |
| متوسط درجة الحرارة الكبرى °م (°ف) | 30.3 (86.5)                | 29.3 (84.7)                | 27.1 (80.8)                | 23.0 (73.4)                | 19.3 (66.7)                | 15.9 (60.6)                | 15.5 (59.9)                | 18.3 (64.9)                | 20.7 (69.3)                | 23.8 (74.8)                | 26.9 (80.4)                | 29.3 (84.7)                | 23.3 (73.9)                |
| المتوسط اليومي °م (°ف) | 23.1 (73.6)                | 21.9 (71.4)                | 19.9 (67.8)                | 15.8 (60.4)                | 12.2 (54.0)                | 8.9 (48.0)                 | 8.1 (46.6)                 | 10.2 (50.4)                | 12.8 (55.0)                | 16.6 (61.9)                | 19.6 (67.3)                | 22.2 (72.0)                | 15.9 (60.6)                |
| متوسط درجة الحرارة الصغرى °م (°ف) | 16.7 (62.1)                | 15.6 (60.1)                | 14.2 (57.6)                | 10.4 (50.7)                | 6.9 (44.4)                 | 3.8 (38.8)                 | 2.7 (36.9)                 | 3.9 (39.0)                 | 6.2 (43.2)                 | 10.2 (50.4)                | 13.1 (55.6)                | 15.7 (60.3)                | 10.0 (50.0)                |
| أدنى درجة حرارة °م (°ف) | 5.6 (42.1)                 | 2.7 (36.9)                 | −1.1 (30.0)                | −2.9 (26.8)                | −7.2 (19.0)                | −8.6 (16.5)                | −10.8 (12.6)               | −8.6 (16.5)                | −6.7 (19.9)                | −4.0 (24.8)                | 1.6 (34.9)                 | 1.6 (34.9)                 | −10.8 (12.6)               |
| الهطول مم (إنش) | 120.7 (4.75)               | 105.7 (4.16)               | 138.8 (5.46)               | 83.4 (3.28)                | 36.0 (1.42)                | 11.7 (0.46)                | 17.6 (0.69)                | 17.2 (0.68)                | 47.3 (1.86)                | 91.0 (3.58)                | 105.0 (4.13)               | 128.7 (5.07)               | 903.1 (35.56)              |
| متوسط أيام هطول الأمطار (≥ 0.1 mm) | 9.9                        | 8.1                        | 9.4                        | 7.5                        | 4.9                        | 3.9                        | 4.1                        | 3.6                        | 5.7                        | 9.3                        | 10.3                       | 10.9                       | 87.6                       |
| متوسط الرطوبة النسبية (%) | 70.3                       | 72.9                       | 77.1                       | 77.6                       | 78.1                       | 78.3                       | 74.7                       | 68.8                       | 66.7                       | 68.2                       | 66.5                       | 66.7                       | 72.2                       |
| ساعات سطوع الشمس الشهرية | 294.5                      | 260.4                      | 241.8                      | 207.0                      | 170.5                      | 144.0                      | 155.0                      | 201.5                      | 213.0                      | 241.8                      | 276.0                      | 279.0                      | 2٬684٫5                    |
| نسبة وصول أشعة الشمس | 67                         | 70                         | 63                         | 61                         | 53                         | 49                         | 49                         | 60                         | 60                         | 60                         | 66                         | 62                         | 60                         |
| المصدر #1: Servicio Meteorológico Nacional |                            |                            |                            |                            |                            |                            |                            |                            |                            |                            |                            |                            |                            |
| المصدر #2: NOAA (sun 1961–1990 and December record low only), Meteo Climat (record highs and lows), Oficina de Riesgo Agropecuario (September record high and February record low only) |                            |                            |                            |                            |                            |                            |                            |                            |                            |                            |                            |                            |                            |

## أعلام
- مانغوياغ اغوستو
- فرانكو بيريز
- خوان برونيتا